# Måns Ivarsson
Måns Ivarsson, född 10 januari 1956, är en svensk journalist bland annat med fokus på resor och som arbetar för Expressen. 
Hösten 2007 utgav Ivarsson en biografi över Ulf Lundell, med titeln Vill du ha din frihet får du ta den. Han är också känd för sin recension av den amerikanska rockgruppen Totos framträdande i Stockholm 1987. Recensionen löd som följer: ”Zzzzzzzzzzzzz”. År 2013 utgav Ivarsson tillsammans med Tomas Petersson romanen Amarone, om kommissarie Nicodemus Bergman.